# Christon
Christon – wieś w Anglii, w Somerset, w dystrykcie (unitary authority) North Somerset. W 1931 roku civil parish liczyła 52 mieszkańców.